# Lê Kiều Như
Lê Kiều Như (sinh ngày 20 tháng 3 năm 1983) là một nữ ca sĩ, diễn viên, người mẫu ảnh, nhà văn và nhà sản xuất phim người Việt Nam, nổi tiếng là tác giả của tiểu thuyết Sợi xích và làm người mẫu ảnh cho nhiều bộ ảnh chụp khỏa thân và bán khỏa thân, cũng như là người thể hiện bài hát "Đừng yêu em" tại chương trình Thế giới Vpop vào năm 2009.
Khởi đầu với việc làm ca sĩ hát chính cho video âm nhạc "Anh" của nhạc sĩ Trần Huân và lọt vào 10 video clip được khán giả yêu thích tại VTV – Bài hát tôi yêu 2004, Lê Kiều Như đã chuyển hướng sang lĩnh vực phim ảnh khi tham gia vào hai vai diễn chính trong phim điện ảnh Chuông reo là bắn của đạo diễn Trương Dũng và bộ phim truyền hình Ghen cùng phát hành năm 2007. Năm 2010, Lê Kiều Như ra mắt cuốn tiểu thuyết đầu tay của mình mang tên Sợi xích, vấp phải làn sóng chỉ trích từ độc giả và bị gọi là "dâm thư". Khoảng thời gian này cô cũng gây được sự chú ý khi làm người mẫu cho nhiều bộ ảnh khác nhau và được coi là một "biểu tượng sexy" trên màn ảnh.
Lê Kiều Như nổi bật với biệt danh "bom sex" hay "nữ hoàng scandal" bởi những hành động và phát ngôn gây tranh cãi của mình. Nhiều ý kiến cho rằng cô lạm dụng việc khoe thân quá mức để nhanh chóng được nổi tiếng. Vào năm 2015, Lê Kiều Như có con với nhạc sĩ Nguyễn Nhất Huy sau 10 năm hẹn hò. Cả hai sau đó đăng ký kết hôn. Cô cho biết bản thân đã lui về ở ẩn và không còn hoạt động trong giới giải trí từ năm 2017.

## Tiểu sử
Lê Kiều Như, sinh ngày 20 tháng 3 năm 1983, quê ở Cần Thơ. Cô theo học Trường Trung học phổ thông Phan Ngọc Hiển và từng tham gia nhiều chương trình hoạt động âm nhạc của trường và thành phố. Cô đã giành giải ba tại Liên hoan Tiếng hát Truyền hình Cần Thơ năm 2000 cũng như đoạt giải tại Liên hoan Tiếng hát Hoa Phượng Đỏ, tỉnh Ninh Bình. Sau khi chuyển lên Sài Gòn vào cuối năm 2003, cô học luyện thanh tại Nhạc viện Thành phố Hồ Chí Minh. Cô cũng đi làm việc cho hãng hàng không Vietnam Airlines và sinh hoạt ở câu lạc bộ thời trang Nhà Văn hóa Thanh niên.

## Sự nghiệp

### 2004–2008: Khởi đầu vớiVTV – Bài hát tôi yêu; phát hành album và tham gia diễn xuất
Vào năm 2004, Lê Kiều Như được mời làm người mẫu ảnh độc quyền cho hãng Panasonic tại Tokyo, Nhật Bản. Album đầu tay của cô, Giấc mộng, cũng được hãng cùng Tokyo Disneyland hỗ trợ về kinh phí và phát hành. Năm 2005, Kiều Như được nhiều người biết đến sau khi hát chính cho video âm nhạc "Anh" của nhạc sĩ Trần Huân và lọt vào 10 video clip được khán giả yêu thích tại VTV – Bài hát tôi yêu. Năm 2006, hai album lần lượt là Nửa hồn thương đau và Tình do Nguyễn Nhất Huy sáng tác và Lê Kiều Như thể hiện đã được phát hành. Cô cũng là ca sĩ hát ca khúc chủ đề cho bộ phim Ngũ quái Sài Gòn. Kiều Như cùng Nhất Huy sau đó được chọn là hai gương mặt tiêu biểu của tỉnh Cà Mau, Cần Thơ trong chương trình truyền hình trực tiếp của nhiều đài truyền hình tại Đồng bằng sông Cửu Long, đồng thời làm đại sứ cho chương trình Việt Nam – Vẻ đẹp tiềm ẩn trên kênh VTV1.
Lê Kiều Như lần đầu tham gia diễn xuất khi đóng hai vai chính cho bộ phim điện ảnh Chuông reo là bắn của đạo diễn Trương Dũng và bộ phim truyền hình Ghen, cùng phát hành năm 2007. Trong năm này cô cũng góp mặt vào album Hãy bên nhau của Trần Huân. Năm 2008, cô tham gia vào vai diễn trong bộ phim truyền hình Mùa chim én xôn xao chiếu trên kênh HTV9 và đóng cặp với ca sĩ Nguyên Vũ trong Những cuộc tình trắng đen.

### 2009–2014: "Đừng yêu em", những bộ ảnh chụp gây tranh cãi vàSợi xích
Năm 2009, Lê Kiều Như chính thức trở lại lĩnh vực ca hát sau hai năm vắng bóng khi thể hiện ca khúc "Đừng yêu em" do Chương Đức sáng tác, trong chương trình Thế giới Vpop ghi hình tại Nhà hát Bến Thành. Phần trình diễn trên lập tức đã bị coi là "thảm họa" và được xếp vào "Ba ca khúc kinh khủng nhất của làng nhạc Việt 2009" do cộng đồng mạng bình chọn, bên cạnh "Teen vọng cổ" của Vĩnh Thuyên Kim và "Da nâu" của Phi Thanh Vân. Nhiều người xem đánh giá ca khúc là "nhảm nhí", được thể hiện một cách "ngọng nghịu, luyến láy như hát cải lương"; ngoài ra còn so sánh giọng hát của cô "léo nhéo như mèo kêu" và xưng danh cô thành "thảm họa nhạc Việt". Bản thân bài hát đã được chế lại trong MV "Liên Khúc Thảm Họa V-Pop" của Duy Khiêm cùng hai người bạn, đăng tải trên mạng và thu hút hơn 200.000 lượt xem chỉ sau vài ngày. Cô sau đó tiếp tục cho ra mắt thêm ca khúc "Tình yêu hoa hồng" và nhận phải phản ứng gay gắt từ người nghe.
Thời điểm này, Lê Kiều Như cũng được biết đến nhiều với tư cách là người mẫu ảnh cho nhiều bộ ảnh khác nhau. Việc theo đuổi hình tượng quyến rũ trong các ảnh chụp khỏa thân và bán khỏa thân đã khiến cô phải chịu tranh cãi. Nhiều ý kiến chỉ trích Lê Kiều Như về việc lạm dụng khoe thân quá mức để nhanh chóng nổi tiếng; cô cũng được coi là một "biểu tượng sexy" trên màn ảnh. Bộ ảnh chụp "Lạc Tiên" của cô từng vướng phải nghi vấn khi bị cho là sao chép từ bộ ảnh của Trương Hinh Dư, thực hiện một năm trước thời điểm bộ ảnh trên ra đời. Nguyên chủ tịch Hội Nghệ sĩ Nhiếp ảnh Việt Nam, ông Chu Chí Thành, đã nhận xét bộ ảnh là "hết sức bất bình thường" và đánh giá một số bức ảnh "tạo ra cảm giác không bình thường về cái đẹp". Sau này, Lê Kiều Như được ghi nhận như người đã góp phần tạo nên trào lưu tung ảnh "nóng" của các người mẫu, sao Việt thế hệ trẻ.
Vào năm 2010, cuốn tiểu thuyết đầu tay của Lê Kiều Như với tựa đề Sợi xích, do Nhà xuất bản Hội nhà văn liên kết cùng Công ty Youbooks xuất bản, đã chính thức có buổi ra mắt tại Thành phố Hồ Chí Minh trước khi dự kiến phát hành ngày 22 tháng 3 cùng năm. Sợi xích có nội dung kể về cuộc sống của một cô gái với người chồng bị bệnh yếu sinh lý. 20 bức ảnh "nóng" của cô cũng được đưa vào sách, nhận về nhiều ý kiến trái chiều từ độc giả. Sự kiện ra mắt tiểu thuyết nhanh chóng tạo nên một làn sóng phản ứng từ người đọc, với đa số đánh giá đều là tiêu cực sau khi một số trích đoạn của tiểu thuyết được đăng tải lên mạng vì cách hành văn "quá tệ", lời thoại "ngây ngô", tình tiết phi lý, đồng thời gọi tác phẩm là "dâm thư". Cuốn sách sau đó đã bị nhà xuất bản ra văn bản đề nghị ngưng phát hành chỉ vài ngày trước ngày ấn định xuất bản sau phản ứng từ dư luận. Cùng năm, cô cũng phát hành truyện thiếu nhi với tựa đề Công chúa Chim Sâu và hoàng tử Mèo nhưng nhận phải sự phản đối từ người đọc. Lê Kiều Như vẫn tiếp tục sự nghiệp văn chương bằng việc thông báo sẽ viết hai cuốn tiểu thuyết với chủ đề tương tự Sợi xích, nhưng chưa có kế hoạch xuất bản cụ thể. Vào tháng 7 năm 2013, Lê Kiều Như đã thuê luật sư đâm đơn kiện Apple đòi bồi thường 100.000 USD, khi cuốn Sợi xích của cô bị rao bán trên App Store với giá 29,99 USD, đồng thời cho biết sẽ khởi kiện tại tòa án của Mỹ. Đến ngày 20 tháng 7 cùng năm, Apple hồi âm lại sự việc bằng một bức thư điện tử, trong đó thông báo đã gỡ bỏ nội dung truyện khỏi nền tảng và cho biết sẽ không chịu trách nhiệm cho sự việc vì chỉ là bên trung gian cho việc phát hành truyện trên ứng dụng. Năm 2014, cô thông báo Sợi xích đã được một đối tác người Nhật Bản mua bản quyền chuyển thể thành phim điện ảnh.

### 2014–2017: Hoạt động sau đó và lui về "ở ẩn"
Năm 2014, Lê Kiều Như đóng vai trò sản xuất trong bộ phim ca nhạc Người câm biết hát, chuyển thể từ cuốn nhật ký dài chín chương của cô, và album Phút cuối hợp tác cùng cố danh ca Duy Quang, hai tháng trước khi ông qua đời. Năm 2015, cô đã cùng chồng sản xuất và ra mắt video âm nhạc đầu tiên trong sự nghiệp ca hát của mình mang tên "Giọt lệ của lá". Cô cũng tiếp tục tung ra một bộ ảnh chụp body painting và chụp khỏa thân lấy lông chim che ngực, "gây sốc" cho người xem. Vào năm 2017, Lê Kiều Như bị cáo buộc khi liên quan đến các video của kênh YouTube thiếu nhi Spiderman Frozen Marvel Superhero với nội dung phản cảm và mang yếu tố người lớn. Cô sau đó đã lên tiếng thanh minh, nói rằng bản thân không tham gia vào việc sản xuất video trên, đồng thời cho biết cô cũng sản xuất các nội dung có chủ đề tương tự nhưng không hề mang tính dung tục. Đại diện của Bộ Thông tin và Truyền thông sau đó đã lên tiếng xác nhận cô không liên quan đến vụ việc này. Sau một thời gian hoạt động, Lê Kiều Như được cho là "biệt tích" khỏi giới giải trí và không còn được nhiều người chú ý. Cô cho biết bản thân đã lui về "ở ẩn" để chăm sóc gia đình từ năm 2017.

## Đời tư
Sau khi tham gia VTV – Bài hát tôi yêu 2004, Lê Kiều Như đã hẹn hò với nhạc sĩ Nguyễn Nhất Huy, người cũng là quản lý của cô. Mối quan hệ của hai  người kéo dài trong mười năm và cô được coi là một trong số hiếm những nghệ sĩ "chung thủy nhất showbiz". Cả hai có với nhau một con gái sinh năm 2015 và đăng ký kết hôn sau đó. Cô cùng chồng tập trung sản xuất nội dung trên kênh YouTube ART TV, với chủ đề chủ yếu về ngoại tình, lừa tình; kênh đã đạt nút vàng với hơn 1,48 triệu người đăng ký tính đến năm 2020.

## Tác phẩm

### Album
| Năm  | Album              | Ghi chú                                         | Tham khảo |
| ---- | ------------------ | ----------------------------------------------- | --------- |
| 2005 | Giấc mộng          |                                                 | [ 3 ]     |
| 2006 | Nửa hồn thương đau |                                                 | [ 4 ]     |
| 2006 | Tình               |                                                 | [ 4 ]     |
| 2007 | Hãy bên nhau       |                                                 | [ 11 ]    |
| 2014 | Phút cuối          | Album cuối cùng của Duy Quang trước khi qua đời | [ 47 ]    |

### Video âm nhạc
| Năm  | Tiêu đề          | Sáng tác        | Ghi chú               | Tham khảo |
| ---- | ---------------- | --------------- | --------------------- | --------- |
| 2005 | "Anh"            | Trần Huân       | Tham gia hát chính    | [ 3 ]     |
| 2015 | "Giọt lệ của lá" | Nguyễn Nhất Huy | Video âm nhạc đầu tay | [ 48 ]    |

### Sách
| Năm  | Sách                               | Nhà xuất bản                               | Ghi chú                                 | Tham khảo |
| ---- | ---------------------------------- | ------------------------------------------ | --------------------------------------- | --------- |
| 2010 | Sợi xích                           | Nhà xuất bản Hội nhà văn, Công ty Youbooks | Ngưng phát hành sau phản ứng từ dư luận | [ 58 ]    |
| 2010 | Công chúa Chim Sâu và hoàng tử Mèo | Nhà xuất bản Phương Đông                   |                                         | [ 36 ]    |

### Phim

#### Điện ảnh
| Năm  | Phim              | Vai diễn  | Tham khảo |
| ---- | ----------------- | --------- | --------- |
| 2007 | Chuông reo là bắn | Loan      | [ 10 ]    |
| 2017 | Tình + Tình       | Thùy Linh | [ 59 ]    |

#### Truyền hình
| Năm  | Phim                      | Vai diễn   | Kênh          | Tham khảo |
| ---- | ------------------------- | ---------- | ------------- | --------- |
| 2007 | Ghen                      |            | HTV9          | [ 8 ]     |
| 2008 | Mùa chim én xôn xao       |            | HTV9          | [ 12 ]    |
| 2009 | Những cuộc tình trắng đen | Kim Ngân   | HTV9          | [ 14 ]    |
| 2009 | Bước chân hoàn vũ         | Thu Sương  | HTV9          | [ 60 ]    |
| 2010 | Vị yêu                    | Hải Yến    | HTV7          | [ 61 ]    |
| 2010 | Phía sau ánh bình minh    | Thảo       | HTV7          | [ 62 ]    |
| 2010 | Cưới ngay kẻo tết         |            | VTV3          | [ 63 ]    |
| 2011 | Trái tim lỡ nhịp          |            | HTV9          | [ 64 ]    |
| 2012 | Hoa phù dung              |            | THVL1         | [ 65 ]    |
| 2012 | Cô nàng nặng cân          | Quỳnh Giao | THVL1         | [ 66 ]    |
| 2013 | Về quê                    | Tú Anh     | HTV7          | [ 67 ]    |
| 2015 | Thám tử miệt vườn         |            | VTV Cần Thơ 1 | [ 68 ]    |
| 2017 | Dạo chơi giữa Sài Gòn     |            | HTV7          | [ 68 ]    |

#### Phim ca nhạc
| Năm  | Phim               | Tham khảo |
| ---- | ------------------ | --------- |
| 2014 | Người câm biết hát | [ 46 ]    |
| 2017 | Đời kỹ nữ          | [ 69 ]    |

## Giải thưởng và đề cử
| Năm  | Giải thưởng                             | Hạng mục | Kết quả   | Tham khảo          |
| ---- | --------------------------------------- | -------- | --------- | ------------------ |
| 2000 | Liên hoan Tiếng hát Truyền hình Cần Thơ | —        | Giải ba   | [ 3 ] [ 4 ] [ 21 ] |
| —    | Liên hoan Tiếng hát Hoa Phượng Đỏ       | —        | Đoạt giải | [ 3 ] [ 4 ] [ 21 ] |